# Gás inerte
Um gás inerte é qualquer um dos gases que não é reativo em circunstâncias particulares. O nitrogênio em temperaturas normais e os gases nobres (hélio, argônio, criptônio, xenônio e radônio) não são reativos para a maioria das espécies. Ao contrário dos gases nobres, um gás inerte não é necessariamente elementar e muitas vezes é um gás composto. Assim como os gases nobres, a tendência à não reatividade se deve à valência, a camada eletrônica mais externa, ser completa em todos os gases inertes.